# Kooperativa pojišťovna
Kooperativa pojišťovna, a.s., je druhou největší komerční pojišťovnou v České republice s podílem na trhu více než 24.72% v roce 2023. Poskytující standardní druhy pojištění pro občany, drobné firmy i velké podniky.  Byla založena v roce 1991 a stala se první komerční pojišťovnou v Československé republice.  Kooperativa je součástí mezinárodní pojišťovací skupiny Vienna Insurance Group (VIG), která má nejvyšší rating na Vídeňské burze a její akcie jsou také obchodovány i na Burze cenných papírů Praha. V roce 2023 měla pojišťovna 2.48 milionu klientů a sjednaných 4.74 milionu smluv.

## Technologie
Kooperativa využívá umělou inteligenci při rozřazování dokumentů, které klienti přidávají k pojistným událostem, což urychluje proces likvidace škod. Podobné technologie využívají i další pojišťovny v rámci Vienna Insurance Group, jako například Slavia pojišťovna a Generali Česká pojišťovna.

## Historie

### Historie pojišťovny

#### 1991
- vzniká zákon o pojišťovnictví
- končí monopol tehdejší České státní pojišťovny
- Kooperativa 28. 5. 1991 získává licenci k podnikání v pojišťovnictví a stává se první soukromou pojišťovnou v tehdejším Československu

#### 1993
- Zahajuje pojištění velkých průmyslových rizik
- Spolu s rozdělením státu se rozděluje i Kooperativa, a to na Českou Kooperativu a Moravskoslezskou Kooperativu (Slovenská Kooperatíva byla samostatnou pojišťovnou od svého založení v roce 1990)

#### 1994
- Za pojištění domácností získává ocenění Czech Made

#### 1995
- Kooperativa má 68 poboček.

#### 1996
- Přijaté pojistné dosahuje přes 4,5 miliardy korun

#### 1997
- Hlavní akcionář, koncern Wiener Städtische, který je s Kooperativou spojen od jejího začátku, navyšuje svůj podíl ve společnosti

#### 1999
- Česká Kooperativa a Moravskoslezská Kooperativa se spojují v jednu společnost – vzniká Kooperativa pojišťovna, a. s.
- Je druhou největší pojišťovnou na českém trhu

#### 2000
- Vznikají internetové stránky pojišťovny

#### 2001
- Komora pojišťovacích makléřů vyhlašuje Kooperativu poprvé Pojišťovnou roku
- Agentura Standard & Poor's zvyšuje rating Kooperativy na BBB

#### 2002
- Kooperativa obhajuje titul Pojišťovna roku.
- Od Komerční pojišťovny přebírá kmen pojistných smluv povinného ručení a část kmene havarijního pojištění
- Za škody způsobené rozsáhlými povodněmi vyplácí více než deset miliard korun.
- Zakládá Veřejnou sbírku – Povodně 2002, do které přispívají majoritní akcionář Wiener Städtische, Kooperativa i její zaměstnanci a obchodní partneři ve které vybrala 12 milionů korun

#### 2003
- V anketě Českých 100 nejlepších obsazuje třetí místo[6]
- Komora pojišťovacích makléřů vyhlašuje Kooperativu Pojišťovnou roku
- Kooperativa vyhrává výběrové řízení na převzetí neživotního kmene Pojišťovny České spořitelny a tři měsíce poté zahajuje strategickou spolupráci s Finanční skupinou ČS[7]
- Obsazuje 2. místo v soutěži Rhodos, kde se hodnotí serióznost značky, finanční síla, která za ní stojí, a také kvalita nabízených produktů a služeb[8]

#### 2004
- S platností od 2. ledna 2004 schvaluje Ministerstvo financí ČR převod pojistných smluv Pojišťovny ČS v oblasti neživotního pojištění na Kooperativu (od tohoto data se tedy Kooperativa stává majitelem neživotní části podniku Pojišťovny ČS a také pojistitelem téměř 640 tisíc nových klientů, což je svým rozsahem na českém trhu spíše ojedinělé)
- Rekordní objem předepsaného pojistného Kooperativy ve výši 24,17 miliardy korun byl v roce 2004 největším nárůstem tržního podílu z pojišťoven na českém trhu
- Opět obsazuje třetí místo v anketě Českých 100 nejlepších[9]

- Zahajuje restrukturalizaci společnosti.
- Získává 1. místo v soutěži EFFIE s projektem Životní pojištění[10]
- Spolu s Českou spořitelnou se stává partnerem Festivalu United Islands of Prague, který se koná u příležitosti vstupu České republiky do EU a vystupuje na něm téměř tisícovka hudebníků z 19 evropských zemí

#### 2005
- Vedení Kooperativy 10. 5. 2005 podepisuje smlouvu o odkupu stoprocentního podílu akcií České podnikatelské pojišťovny[11]
- Získává 2. místo v anketě 100 obdivovaných firem ČR v kategorii pojišťoven a penzijních fondů (v rámci CZECH TOP 100)
- Hlavní akcionář Kooperativy – Wiener Städtische Allgemeine Versicherung AG – získává od Standard & Poor's vyšší rating A+ se stabilním výhledem

#### 2006
- Skupina pojistitelů v čele s Kooperativou pojišťuje majetek ve správě Národního památkového ústavu (jde o unikátní pojištění národních kulturních památek včetně rozsáhlých mobiliářů)[12]
- Titul Tiskový mluvčí roku získává Marek Vích z Kooperativy[13]
- Obsazuje 2. příčku v soutěži Zlatá koruna s novým produktem START pro malé a střední podnikatele
- Internetové získávají 2. místo v soutěži Zlatý středník v kategorii nejlepší on-line prezentace[14]

#### 2007
- Inovuje logo a od 1. 1. 2007 pod tradiční trojúhelníkový piktogram a název Kooperativa umisťuje i označení Vienna Insurance Group, a vyjadřuje tak svou příslušnost k mezinárodní pojišťovací skupině
- Obhajuje bronz v anketě Českých 100 nejlepších[15] a Vladimír Mráz získává titul Gentleman Pro 2007[16]
- Životní pojištění Perspektiva získává titul Pojištění roku 2007[17]
- V soutěži Pojišťovna roku vítězí ve čtyřech ze sedmi kategorií.
- Obsazuje první a druhé místo v soutěži Zlatá koruna v kategorii neživotní pojištění (1. místo – pojištění rodinného domu a domácnosti OPTIMUM, 2. místo – povinné ručení s živelním pojištěním)
- Získává titul Nejdynamičtější společnost roku 2007
- Zvyšuje základní kapitál na tři miliardy korun
- Vladimír Mráz získá titul Manažer roku[18]
- Jako 70% akcionář Mělnické zdravotní, a. s. vítězí Kooperativa ve výběrovém řízení na privatizaci Nemocnice Mělník.
- Umírá Ota Karen, jeden ze zakladatelů Kooperativy

#### 2008
- Kooperativa začíná nabízet pojištění po telefonu
- Akcie Vienna Insurance Grup vstupují 5. 2. 2008 na pražskou burzu
- Získává titul Pojišťovna roku 2008[19]
- Dominuje v prestižní anketě Zlatá koruna 2008, kde obsadí všechny tři kategorie týkající se pojištění (1. místo v životním pojištění získává Perspektiva, 1. místo v neživotním pojištění si odnáší povinné ručení s živelním pojištěním zdarma a 2. místo ve stejně kategorii získává komplexní pojištění vozidel GLOBAL, 1. místo v kategorii pojištění podnikatelů si odnáší produkt TREND 07.)
- S produktem komplexního pojištění vozových parků Business Fleet vítězí v soutěži Fleet Awards v oblasti pojištění
- Funkce generálního ředitele se 7. 5. 2008 ujímá Martin Diviš

#### 2009
- Kooperativa získává titul Pojišťovna roku 2009[20]
- Opět dominuje v anketě Zlatá koruna (1. místo povinné ručení s živelním pojištěním a pojištěním pobytu v nemocnici zdarma, 2. místo komplexní pojištění vozidel GLOBAL, další 1. místo získává pojištění TREND a 2. místo v životním pojištění si odnáší PERSPEKTIVA 6NB)
- Martin Diviš je jmenován členem představenstva Vienna Insurance Group

#### 2010
- Potřetí obhajuje titul Pojišťovna roku[21]
- V anketě ČESKÝCH 100 NEJLEPŠÍCH obsazuje 4. místo (před Kooperativou se umísťují: ŠKODA AUTO, ČEZ a AGROFERT HOLDING)
- Spouští nový klientský web
- Je jedničkou na trhu v pojištění podnikatelů s 32procentním podílem[zdroj?]
- Jako klientsky nejpřívětivější pojišťovna vítězí v soutěži Nejlepší pojišťovna Hospodářských novin[22]
- V anketě Zlatá koruna 2010 vítězí mezi pojišťovnami (1. místo povinné ručení s živelním pojištěním zdarma, 2. místo OPTIMUM, 1. místo TREND, 2. místo ORDINACE, 2. místo PERSPEKTIVA 7NB)
- Za pojištění flotil vozidel vítězí v anketě magazínu FLEET[zdroj?]

#### 2011
- Opět se stává Pojišťovnou roku v anketě Asociace českých pojišťovacích makléřů – dominuje ve čtyřech z pěti vyhlašovaných kategorií[23]
- Spustila svou oficiální stránku na sociální síti Facebook
- Pojištění NA100PRO se stalo nejlepším pojistným produktem v anketě ALD Automotive Fleet Awards 2011[24]
- Získala v anketě TOP odpovědná firma 2011 první cenu v kategorii Nejangažovanější zaměstnanci, vyhrála s projektem nazvaným „Zaměstnanci pro lepší život“, který má dvě části – Den pro lepší život a Strom pro lepší život[zdroj?]

#### 2012
- Kooperativa se přestěhovala do nové centrály Main Point v Karlíně – budova získala významná ocenění MIPIM Awards, jako nejlepší kancelářské budova světa a certifikát LEED Platinum, který hodnotí úspornost budovy, její ekologickou náročnost a vliv na okolí (v Evropě je takových staveb deset, v České republice je centrála VIG ČR první budovou, která toto nejvyšší hodnocení získala)[25]
- Dominuje v anketě AČPM Pojišťovna roku[zdroj?]
- Získává cenné ocenění ve Zlaté koruně – produktem desetiletí se stalo pojištění pro podnikatele TREND[zdroj?]
- Otevřela v nové centrále v Karlíně galerii pro širokou veřejnost, kde vystavuje umělecká díla nejen ze své sbírky[26]

#### 2013
- Generální ředitel Martin Diviš byl zvolen novým prezidentem České asociace pojišťoven (6. března 2013)
- Propracovala se mezi deset nejobdivovanějších firem v ČR – obsadila celkově 7. místo, poprvé se v této anketě dostala do první desítky[zdroj?]
- Dominovala anketě AČPM Pojišťovna roku 2012 – první místo obsadila v kategoriích Pojištění průmyslu a podnikatelů, Pojištění občanů a Autopojištění, stříbro získala v kategorii Životní pojištění[zdroj?]
- Ovládla soutěž Zlatá koruna – v kategorii Pojištění pro podnikatele obhájilo loňské prvenství pojištění malých a středních podnikatelů TREND, druhé místo v této kategorii obsadilo pojištění pro živnostníky START PLUS a třetí místo pojištění pro lékaře ORDINACE, v Neživotním pojištění získalo stříbrnou korunu Komplexní pojištění vozidla NAMÍRU se službou 100PROSERVIS a bronzovou korunu Cestovní pojištění KOLUMBUS s dodatkovým pojištěním STORNO PLUS a asistenčními službami HOLIDAY, v kategorii Životní pojištění získal stříbrnou korunu produkt PERSPEKTIVA 7BN[zdroj?]
- Stala se nejlepší neživotní pojišťovnou v žebříčku Hospodářských novin – Nejlepší banka 2013[27]
- Po pěti letech se rozhodla odejít z oblasti zdravotnictví a prodala Nemocnici Mělník
- Generální ředitel Martin Diviš se stal Pojišťovákem roku v anketě Fincentrum Banka roku 2013[zdroj?]
- Získala v ČESKÝCH 100 NEJLEPŠÍCH stříbro  [zdroj?]

#### 2014
- Gary Mazzotti nahradil v představenstvu Kooperativy Gerharda Lahnera (1. 4. 2014)
- Hana Machačová se stala manažerkou roku v oblasti pojišťovnictví – ovládla kategorii pojišťovnictví a zároveň se jako jedna ze tří žen umístila v TOP 10 manažerů za rok 2013[zdroj?]
- Stala se Pojišťovnou roku Asociace českých pojišťovacích makléřů (AČPM) – první místo obsadila v kategorii Pojištění průmyslu a podnikatelů a dále v kategorii Životní pojištění, stříbro získala v kategorii Pojištění občanů a Autopojištění[zdroj?]
- Ve Zlaté Koruně získala zlatou korunu v kategoriích Pojištění pro podnikatele a Neživotní pojištění, stříbrnou korunu získala v kategorii Životní pojištění[zdroj?]
- Výstavní galerie v centrále Kooperativy přivítala 5000. návštěvníka
- Stala se generálním partnerem Národní basketbalové ligy

#### 2015
- Kooperativa uvedla do praxe technologii podpisu smluv – vlastnoruční digitální podpis (podpis s biometrickými vlastnostmi)
- Zaznamenala historický milník – milion smluv v pojištění majetku
- Obsadila medailové pozice ve všech kategoriích ankety Pojišťovna roku AČPM
- Detektivové pojišťovny Kooperativa se podíleli na odhalení největšího organizovaného podvodu v životním pojištění – akce MEDICAL[28]
- Do funkce člena představenstva byl zvolen Mgr. Filip Král (19. 6. 2015)
- Stala se nejcennější značkou v pojišťovnictví – žebříček byl sestaven v rámci 14. ročníku ocenění Fincentrum Banka roku

#### 2016
- Počet smluv v povinném ručení dosáhl v portfoliu Kooperativy počtu 1,5 milionu
- Stala se partnerem hudebního festivalu Hrady CZ

#### 2017
- Otevírá se spolupráci se startupy, je partnerem Czech Pioneers 2017
- Dominovala anketě Pojišťovna roku AČPM[zdroj?]
- Gerhard Lahner v představenstvu Kooperativy a České podnikatelské pojišťovny nahradil Gary Mazzottiho
- Generální ředitel Kooperativy Martin Diviš obdržel Řád Vavřínu[zdroj?]
- Kooperativa obhájila druhé místo v žebříčku Českých 100 nejlepších[zdroj?]

#### 2018
- Kooperativa zvítězila v kategorii Životní pojištění ankety Pojišťovna roku AČPM, ve Zlaté koruně zvítězilo pojištění podnikatelů TREND, pojištění vozidel NA MÍRU a Novinkou roku se stalo Majetkové pojištění s pojištěním kybernetických rizik[zdroj?]
- Novými členy představenstva pojišťovny Kooperativa stali Ing. Jaroslav Kulhánek a Ing. Tomáš Vaníček, MBA
- 26. 10. 2018 schválila ČNB fúzi Kooperativy a Pojišťovna České spořitelny

#### 2019
- K 1. 1. 2019 došlo k fúzi Pojišťovna České spořitelny  do Kooperativy
- Kooperativa připravila kartičky cestovního pojištění v elektronické podobě pro uložení do smartphonu
- Dceřiné společnosti Kapitol a Benefita se spojily

#### 2020
- Ke 31. 12. 2020 odešel z představenstva Kooperativy Tomáš Vaníček, do představenstva byla k 1. 1. 2021 jmenována Eva Poláchová

## Akcionáři
| Akcionáři Společnosti k 31. prosinci 2020            | Podíl   |
| ---------------------------------------------------- | ------- |
| VIENNA INSURANCE GROUP AG Wiener Versicherung Gruppe | 95,84 % |
| Česká spořitelna, a.s.                               | 1,59 %  |
| SVZD GmbH                                            | 1,44 %  |
| Svaz českých a moravských výrobních družstev         | 1,13 %  |

## Portfolio produktů

#### Životní pojištění
- pojištění pro případ smrti, pro případ dožití a pro případ smrti nebo dožití
- svatební pojištění a pojištění prostředků na výživu dětí
- pojištění důchodu
- pojištění spojené s investičním fondem / unit-linked
- pojištění úrazu nebo nemoci jako doplňkové pojištění předchozích druhů

#### Neživotní pojištění
- pojištění úrazu a nemoci
- pojištění motorových vozidel – odpovědnosti
- pojištění motorových vozidel – ostatní druhy
- pojištění proti požáru a jiným majetkovým škodám
- letecké pojištění, námořní a dopravní pojištění
- pojištění odpovědnosti za škody
- pojištění úvěru a záruky
- pojištění jiných ztrát